# Morti nel 1969/Aprile
| Questa pagina contiene informazioni ricavate automaticamente dalle voci biografiche con l'ausilio del template Bio e di un bot. L'aggiornamento è periodico e automatico e ricostruisce completamente la pagina. Se manca una persona in questa lista, sei pregato di non aggiungerla, ma accertati piuttosto che la sua voce biografica contenga il template Bio e che i dati anagrafici siano correttamente compilati. Se il template Bio manca, inseriscilo tu stesso o, in alternativa, metti l'avviso {{tmp\|Bio}} che ne segnala la mancanza. Se i dati riportati sono sbagliati, correggi direttamente la voce biografica; le modifiche saranno visibili in questa lista entro pochi giorni. Per chiarimenti vedi il progetto biografie. La lista contiene solo le 76 persone che sono citate nell'enciclopedia e per le quali è stato implementato correttamente il template Bio. Pagina aggiornata al 3 mar 2024. |

- 2 aprile - Fortunio Bonanova, baritono e attore spagnolo (n. 1895)
- 2 aprile - Antoni Naumczyk, religioso statunitense (n. 1925)
- 2 aprile - Boris Sergeevič Stečkin, ingegnere aeronautico sovietico (n. 1891)
- 3 aprile - Lydia Johnson, danzatrice, cantante e attrice russa (n. 1896)
- 3 aprile - Adele Younghusband, fotografa e pittrice neozelandese (n. 1878)
- 4 aprile - Fanny Anitúa, contralto messicano (n. 1887)
- 4 aprile - Friedrich von Huene, paleontologo tedesco (n. 1875)
- 4 aprile - Oldřich Rulc, calciatore cecoslovacco (n. 1911)
- 4 aprile - Joseph Schubert, vescovo cattolico rumeno (n. 1890)
- 4 aprile - Béla Varga, lottatore ungherese (n. 1888)
- 5 aprile - Giovanni Battista Alessandri, giornalista, prefetto e politico italiano (n. 1904)
- 5 aprile - Alberto Bonucci, attore e cabarettista italiano (n. 1918)
- 5 aprile - Arnaldo Carpanetti, pittore italiano (n. 1898)
- 5 aprile - Ain-Ervin Mere, militare estone (n. 1903)
- 5 aprile - Giosuè Poli, dirigente sportivo, giornalista e atleta italiano (n. 1903)
- 6 aprile - Furlanetto, attore italiano (n. 1895)
- 6 aprile - Eduard Strauss II, direttore d'orchestra austriaco (n. 1910)
- 6 aprile - Francisco L. Urquizo, generale, scrittore e storico messicano (n. 1891)
- 6 aprile - Zhang Zhizhong, generale e politico cinese (n. 1890)
- 7 aprile - Rómulo Gallegos, politico e scrittore venezuelano (n. 1884)
- 8 aprile - Zinaida Aksentyeva, astronoma ucraina (n. 1900)
- 8 aprile - Jean Bastien, calciatore e allenatore di calcio francese (n. 1915)
- 9 aprile - Husayn Bey, principe della Corona di Tunisia, principe tunisino (n. 1893)
- 9 aprile - Leopold Grundwald, calciatore austriaco (n. 1891)
- 9 aprile - Evžen Plocek, patriota cecoslovacco (n. 1929)
- 9 aprile - Gino Vanelli, baritono italiano (n. 1896)
- 10 aprile - Lorenzo Maria Balconi, arcivescovo cattolico, missionario e scrittore italiano (n. 1878)
- 10 aprile - Harley Earl, designer statunitense (n. 1893)
- 10 aprile - Fernando Ortiz Fernández, antropologo, etnomusicologo e saggista cubano (n. 1881)
- 10 aprile - Myzejen Zogu, principessa albanese (n. 1905)
- 11 aprile - Dante Parini, scultore e pittore italiano (n. 1890)
- 11 aprile - Emidio Piermarini, poeta, scrittore e bibliotecario italiano (n. 1888)
- 12 aprile - Howard Bretherton, montatore e regista cinematografico statunitense (n. 1890)
- 12 aprile - Hans von der Mosel, generale tedesco (n. 1898)
- 13 aprile - Ambrogio Gianotti, presbitero e partigiano italiano (n. 1901)
- 13 aprile - Lionello Rossi, economista italiano (n. 1890)
- 14 aprile - Hans Kreysing, generale tedesco (n. 1890)
- 15 aprile - Maria Caserini, attrice italiana (n. 1884)
- 15 aprile - Roy Dowling, ammiraglio australiano (n. 1901)
- 15 aprile - Carlene King Johnson, modella statunitense (n. 1933)
- 15 aprile - Vittoria Eugenia di Battenberg, regina (n. 1887)
- 16 aprile - Ryōkichi Sagane, fisico giapponese (n. 1905)
- 18 aprile - Pietro Sharoff, attore, regista teatrale e direttore artistico russo (n. 1886)
- 19 aprile - Juan Modesto, generale e antifascista spagnolo (n. 1906)
- 20 aprile - Alberto Giovannini, politico e economista italiano (n. 1882)
- 20 aprile - Ambróz Lazík, vescovo cattolico slovacco (n. 1897)
- 21 aprile - Francesco Falcetti, prefetto e politico italiano (n. 1878)
- 22 aprile - Giuseppe Giorgio Gori, architetto italiano (n. 1906)
- 22 aprile - Rolfe Humphries, latinista, traduttore e insegnante statunitense (n. 1894)
- 22 aprile - Amparo Iturbi, pianista e docente spagnola (n. 1898)
- 22 aprile - Markian Michajlovič Popov, generale sovietico (n. 1902)
- 22 aprile - Saverio Ragno, schermidore italiano (n. 1902)
- 23 aprile - Krzysztof Komeda, musicista e pianista polacco (n. 1931)
- 23 aprile - Camillo Mastrocinque, regista e sceneggiatore italiano (n. 1901)
- 23 aprile - Zheng Junli, regista e attore cinese (n. 1911)
- 24 aprile - Ernest Blenkinsop, calciatore inglese (n. 1902)
- 24 aprile - Joseph Kasa-Vubu, politico della Repubblica Democratica del Congo (n. 1915)
- 25 aprile - Manlio Molfese, militare e aviatore italiano (n. 1883)
- 25 aprile - Margarita Xirgu, attrice teatrale spagnola (n. 1888)
- 26 aprile - William S. Sadler, psichiatra statunitense (n. 1875)
- 26 aprile - Morihei Ueshiba, artista marziale giapponese (n. 1883)
- 27 aprile - René Barrientos Ortuño, generale e politico boliviano (n. 1919)
- 27 aprile - Enrico Calzolari, calciatore italiano (n. 1900)
- 27 aprile - Orazio Costantino, militare italiano (n. 1931)
- 27 aprile - Gaspar Pinto, calciatore portoghese (n. 1912)
- 27 aprile - Erkki Kataja, astista finlandese (n. 1924)
- 27 aprile - Roman Stepanovyč Smal'-Stoc'kyj, filologo e diplomatico ucraino (n. 1893)
- 28 aprile - Alberto Cucchi, imprenditore e dirigente sportivo italiano (n. 1903)
- 28 aprile - Eduardo Neves, calciatore brasiliano (n. 1943)
- 28 aprile - Senije Zogu, principessa albanese (n. 1903)
- 29 aprile - Gino Custer De Nobili, poeta italiano (n. 1881)
- 29 aprile - Giorgio Kaisserlian, critico d'arte e gallerista italiano
- 29 aprile - Julius Katchen, pianista statunitense (n. 1926)
- 29 aprile - Bella Dodd, attivista statunitense (n. 1904)
- 30 aprile - Jef Demuysere, ciclista su strada e ciclocrossista belga (n. 1907)
- 30 aprile - Eddie Kane, attore statunitense (n. 1889)